# Smokefest Underground
Smokefest Underground – kompilacja amerykańskiego rapera Snoop Dogga. Została wydana w 1998 roku po tym jak Snoop opuścił Death Row.

## Lista utworów
| Nr | Tytuł                | Wykonawcy                      |
| -- | -------------------- | ------------------------------ |
| 1  | I Will Survive       | Snoop Dogg Techniec Soopafly   |
| 2  | Tommy                | Snoop Dogg Daz                 |
| 3  | Hoez                 | Snoop Dogg Luke Tha Dogg Pound |
| 4  | Cee Walkin'          | Snoop Dogg                     |
| 5  | Don't Do the Crime   | Snoop Dogg                     |
| 6  | Too Blacc            | Snoop Dogg                     |
| 7  | Gold Rush (Lite Mix) | Snoop Dogg                     |
| 8  | Change Gone Come     | Snoop Dogg Val Young           |
| 9  | Hit Roccs            | Snoop Dogg                     |
| 10 | Last Meal            | Snoop Dogg                     |
| 11 | Ride On (Remix)      | Snoop Dogg kurupt              |